# Condado de Vilana
El condado de Vilana es un título nobiliario español creado por el rey Alfonso XII en favor de Fernando Casani (Cassani) y Díaz de Mendoza, conde pontificio de Casani, mediante real decreto del del 2 de diciembre de 1878 y despacho expedido el 26 de abril de 1879.

## Condes de Vilana
|                          | Titular                           | Periodo                  |
| Creación por Alfonso XII | Creación por Alfonso XII          | Creación por Alfonso XII |
| ------------------------ | --------------------------------- | ------------------------ |
| I                        | Fernando Casani y Díaz de Mendoza | 1879-1909                |
| II                       | José Casani Herreros de Tejada    | 1909-1937                |
| III                      | Carmen Casani Losada              | 1955-1986                |
| IV                       | Lucía Casani Losada               | 1986-1988                |
| V                        | Inés Pan de Soraluce Casani       | 1988-hoy                 |

## Historia de los condes de Vilana
- Fernando Casani y Díaz de Mendoza (Madrid, 2 de marzo de 1847-Madrid, 19 de octubre de 1909), I conde de Vilana, conde pontificio de Casani, diputado a Cortes, caballero de la Orden de Santiago y de la Real Maestranza de Sevilla, licenciado en Derecho.[1][2]

Casó el 12 de junio de 1893 con María de la Soledad Herreros de Tejada y Castillejo. El 17 de junio de 1910 le sucedió su hijo:
- José Casani y Herreros de Tejada (Madrid, 6 de febrero de 1886-Madrid, 9 de junio de 1937), II conde de Vilana, caballero de la Orden de Calatrava.[1]

Casó con Valentina Asteroca y Granja (Barcelona, 13 de septiembre de 1885-Madrid, 20 de septiembre de 1969). Sin descendencia. El 2 de noviembre de 1951 le sucedió su sobrina:
- Lucía Casani y Losada, III condesa de Vilana. Era hija de Fernando Casani y Herreros de Tejada, hermano del II conde, y su esposa Beatriz Losada y Ozores, XV condesa de Maceda, XIII vizcondesa de Fefiñanes, grande de España.[1]

El 13 de enero de 1993, previa orden del 19 de octubre de 1992 para que se expida la correspondiente carta de sucesión (BOE del 13 de noviembre), le sucedió su hija:
- Inés Pan de Soraluce Casani, IV condesa de Vilana, XVIII condesa de Maceda, XII condesa de San Román.

Tenían su residencia principal en Madrid, en el palacete situado en la calle Santa Engracia, 13.